# 戈默蒂河
戈默蒂河是恒河的一条支流，位于印度北方邦境内。发源于北方邦北部比利皮德以东3km处的Gomat tal水库，流向东南方，经过北方邦首府勒克瑙，最后在北方邦东部加济布尔县的塞伊德布尔附近汇入恒河。
戈默蒂河是北印度最神圣的河流之一，传说该河是圣人婆吒之女的化身。